# Casa Pujol (Reus)
La Casa Pujol, o Cal Pujol, és un habitatge del municipi de Reus (Baix Camp) inclòs en l'Inventari del Patrimoni Arquitectònic de Catalunya com a Bé Cultural d'Interès Local, construït per l'arquitecte Pere Caselles al carrer de Monterols número 37.

## Descripció
És un habitatge entre mitjaneres estructurat en planta baixa i tres pisos més. Als baixos hi ha un local comercial. El primer pis té quatre obertures que són balcons amb una barana de ferro forjat. Totes les obertures són allindanades flanquejades per falses pilastres acanalades en les quals reposen les mènsules de sota els balcons. De l'edifici en destaca la decoració de la façana a les plantes superiors. Al segon pis, el balcó té les obertures més petites, i presenta un disseny similar al primer. La separació entre pisos es fa per una sanefa amb formes quadrangulars encoixinades amb relleu, tant entre la planta baixa i el primer pis, com entre els pisos superiors. Al pis superior tot i haver-hi el mateix nombre d'obertures i de la mateixa tipologia, els balcons són individuals. Tots els balcons estan suportats per mènsules treballades però destaquen sobretot les que suporten el ràfec que fa de remat perquè tenen motius florals i presenten una cara que mira endavant. Al damunt de la porta del comerç hi ha la data 1873, any en què es va constituir la societat que regenta la botiga. La casa és del 1892, i va ser restaurada el 2006, segons el gravat que hi ha al costat de la porta.

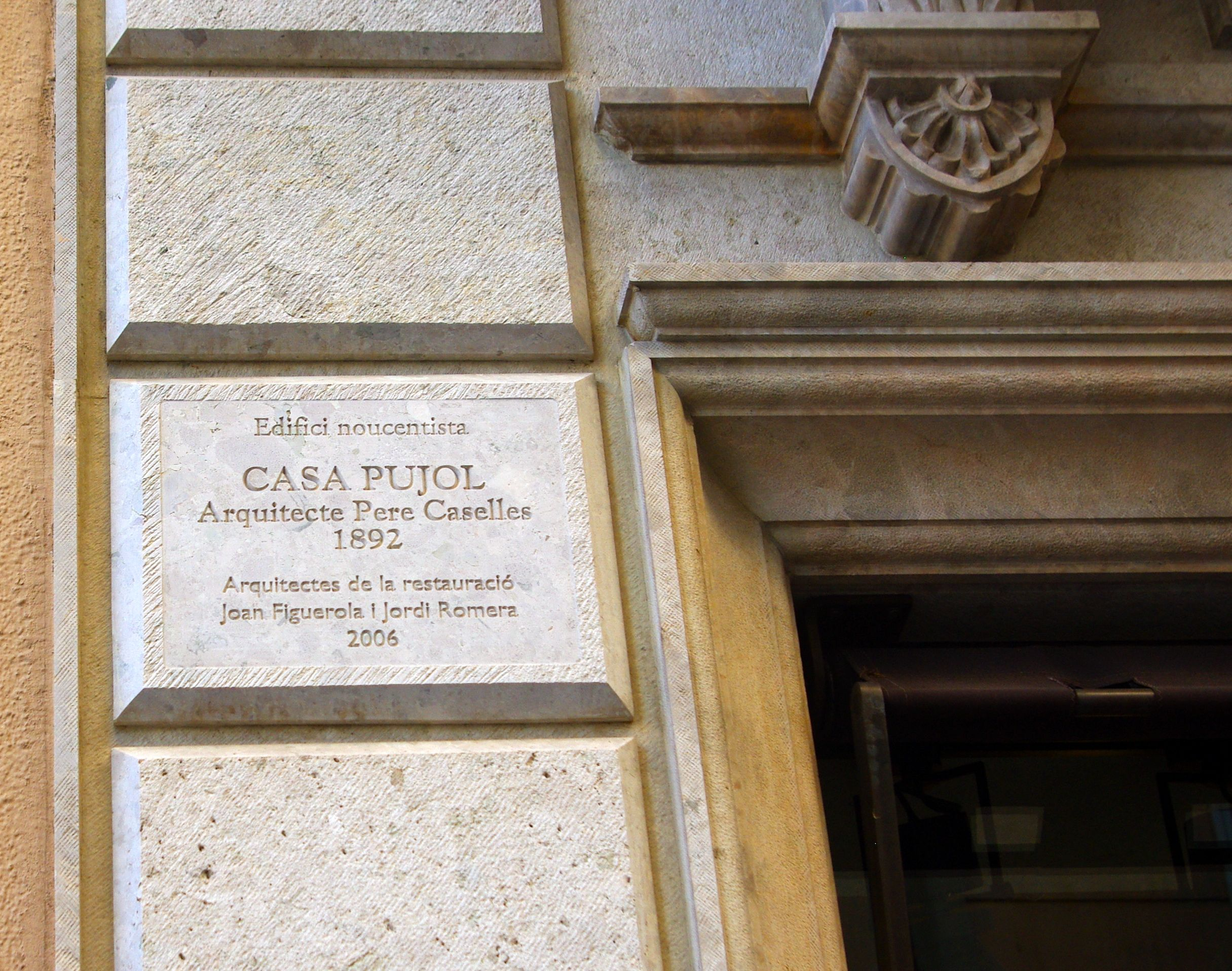
Inscripció a la Casa Pujol de Reus, on indica el nom de l'arquitecte, l'any de construcció i el de restauració